# Championnat d'Irlande de football 1980-1981
Navigation
Édition précédente Édition suivante
Le Championnat d'Irlande de football en 1980-1981. Athlone Town remporte le championnat et fait ainsi son apparition au palmarès de la compétition. 

## Les 16 clubs participants
- Athlone Town
- Bohemians FC
- Cork United
- Drogheda United
- Dundalk FC
- Finn Harps
- Galway Rovers
- Home Farm FC
- Limerick FC
- St. Patrick's Athletic FC
- Shamrock Rovers
- Shelbourne FC
- Sligo Rovers
- Thurles Town
- UC Dublin
- Waterford United

## Classement
| Place | Club                      | Points | Victoires | Nuls | Défaites | Buts pour | Buts contre | Différence |
| ----- | ------------------------- | ------ | --------- | ---- | -------- | --------- | ----------- | ---------- |
| 1er   | Athlone Town              | 51     | 23        | 5    | 2        | 67        | 22          | +45        |
| 2e    | Dundalk FC                | 45     | 20        | 5    | 5        | 63        | 28          | +35        |
| 3e    | Limerick FC               | 41     | 17        | 7    | 6        | 47        | 25          | +22        |
| 4e    | Bohemians FC              | 36     | 10        | 16   | 4        | 38        | 25          | +13        |
| 5e    | Shamrock Rovers           | 36     | 14        | 8    | 8        | 37        | 29          | +8         |
| 6e    | Finn Harps                | 32     | 12        | 6    | 12       | 41        | 39          | +2         |
| 7e    | Waterford United          | 30     | 8         | 15   | 7        | 38        | 33          | +5         |
| 8e    | St. Patrick's Athletic FC | 28     | 11        | 6    | 13       | 45        | 48          | -3         |
| 9e    | Cork United               | 28     | 11        | 6    | 13       | 37        | 42          | -5         |
| 10e   | Drogheda United           | 28     | 10        | 7    | 13       | 47        | 55          | -8         |
| 11e   | Sligo Rovers              | 26     | 12        | 6    | 16       | 45        | 57          | -12        |
| 12e   | UC Dublin                 | 25     | 8         | 9    | 13       | 37        | 49          | -12        |
| 13e   | Galway Rovers             | 21     | 6         | 9    | 15       | 26        | 39          | -13        |
| 14e   | Home Farm FC              | 20     | 6         | 7    | 17       | 34        | 55          | -21        |
| 15e   | Shelbourne FC             | 18     | 6         | 6    | 18       | 31        | 52          | -21        |
| 16e   | Thurles Town              | 18     | 7         | 4    | 19       | 38        | 65          | -27        |

## Source
- (en) Alex Graham, Football in the Republic of Ireland : a Statistical Record 1921–2005, Soccer Books Ltd, novembre 2005, 142 p. (ISBN 978-1862231351).